# 彩藤アザミ
彩藤 アザミ（さいどう アザミ、1989年 - ）は、日本の小説家、推理作家。

## 経歴・人物
岩手県盛岡市生まれ。2012年、岩手大学教育学部芸術文化課程卒業。2014年、ホラーミステリー小説「サナキの森」で第1回新潮ミステリー大賞を受賞する（応募時のペンネームは手羽崎 ささみ）。同作は、旧字体を駆使した怪奇譚的なパートと、ライトノベル的なパートを交互に組み合わせて構成され、特に前者は貴志祐介、道尾秀介ら選考委員から高い評価を得る。2015年、『サナキの森』の単行本が出版され、小説家デビューを果たす。
大学では美術を学ぶ。学芸員の資格をもつ。中学生の頃から、江戸川乱歩、京極夏彦、綾辻行人、桜庭一樹などのミステリー小説を読み始める。特に新本格ミステリを愛読している。大学1年の頃から、小説を書き始める。服飾デザイン関係の専門学校に通うために、2014年に神奈川県に住まいを移し、執筆にも励んでいる。

## 著作リスト

### 単著

#### 昭和少女探偵團シリーズ
- 昭和少女探偵團（2018年12月 新潮文庫nex）
- 謎が解けたら、ごきげんよう（2019年10月 新潮文庫nex）

#### 幽霊作家と古物商
- 幽霊作家と古物商 黄昏に浮かんだ謎（2024年7月 文春文庫）
- 幽霊作家と古物商 夜明けに見えた真相（2024年10月 文春文庫）

#### その他の小説
- サナキの森（2015年1月 新潮社 / 2017年11月 新潮文庫）
- 樹液少女（2016年1月 新潮社）
- 不村家奇譚―ある憑きもの一族の年代記―（2021年11月 新潮社）
  - 【改題】あわこさま─不村家奇譚─（2025年3月 新潮文庫）
- エナメル その謎は彼女の暇つぶし（2022年6月 新潮文庫nex）
- 正しい世界の壊しかた 最果ての果ての殺人（2025年7月 新潮社）

### アンソロジー（収録）
「」内が彩藤アザミの作品。
- あなたの後ろにいるだれか 眠れぬ夜の八つの物語（2021年8月 新潮文庫nex）「長い雨宿り」

### 単行本未収録作品
- 片翅の蝶（『小説新潮』2015年2月号）
- こどくの星（『小説新潮』2016年2月号）